# Esperança Velha
O Esperança Velha é um lugar da freguesia de Guadalupe, Concelho de Santa Cruz da Graciosa, ilha Graciosa, arquipélago dos Açores.
Este lugar encontra-se no sopé da Serra Branca e na próximidade da localidade da  Ribeirinha e do lugar das Pedreiras.